# Trzynastka (film)
Trzynastka (ang. Thirteen) – amerykański film w reżyserii Catherine Hardwicke. Premiera filmu miała miejsce 17 stycznia 2003.

## Fabuła
Akcja toczy się w środowisku młodzieży szkolnej w Los Angeles. Główna bohaterka - trzynastoletnia Tracey jest początkowo wzorową uczennicą, nie sprawiającą problemów wychowawczych. Rozstanie rodziców okazuje się dla niej dużym psychicznym przeżyciem. Znudzona monotonią swojego życia zaprzyjaźnia się z Evie - najpopularniejszą dziewczyną w szkole. Pod jej wpływem zmienia się nie do poznania. Staje się szaloną imprezowiczką nie stroniącą od narkotyków, alkoholu. Film jest luźno oparty na doświadczeniach wczesnego życia Nikki Reed, która zagrała w filmie Evie. Tracey jest w tym filmie jej alter ego. Pracowała ona nad scenariuszem filmu wspólnie z reżyserką filmu Catherine Hardwicke.

## Obsada
- Evan Rachel Wood – Tracy Louise Freeland
- Holly Hunter – Melanie „Mel” Freeland
- Nikki Reed – Evie Zamora
- Jeremy Sisto – Brady
- Brady Corbet – Mason Freeland
- Deborah Kara Unger – Brooke LaLaine
- Kip Pardue – Luke
- Sarah Clarke – Birdie
- D.W. Moffett – Travis Freeland
- Vanessa Hudgens – Noel
- Jenicka Carey – Astrid
- Ulysses Estrada – Rafa
- Sarah Blakely-Cartwright – Medina
- Jasmine Di Angelo – Kayla
- Charles Duckworth – Javi

## Nagrody i nominacje
Oscary za rok 2003
- Najlepsza aktorka drugoplanowa - Holly Hunter (nominacja)

Złote Globy 2003
- Najlepsza aktorka dramatyczna - Evan Rachel Wood (nominacja)
- Najlepsza aktorka drugoplanowa - Holly Hunter (nominacja)

Nagrody BAFTA 2003
- Najlepsza aktorka drugoplanowa - Holly Hunter (nominacja)

MTV Movie Awards 2004
- Przełomowa rola kobieca - Evan Rachel Wood (nominacja)

Nagroda Satelita 2003
- Najlepszy dramat (nominacja)
- Najlepsza reżyseria - Catherine Hardwicke (nominacja)
- Najlepszy scenariusz oryginalny - Catherine Hardwicke, Nikki Reed (nominacja)
- Najlepsza aktorka dramatyczna - Evan Rachel Wood, Nikki Reed (nominacja)
- Najlepsza aktorka drugoplanowa w dramacie - Holly Hunter (nominacja)

Sundance Film Festival 2003
- Dramatic Directing Award – Catherine Hardwicke